# Herb gminy Przewóz
Herb gminy Przewóz – symbol gminy Przewóz.

## Wygląd i symbolika
Herb przedstawia na tarczy w polu złotym fragment ceglanych murów obronnych z dwiema bocznymi wieżami z niebieskimi dachami, między nimi budynek z trzema wieżami. W środkowej części muru umieszczono tarczę herbową z czarnym orłem dolnośląskim na złotym tle, nawiązującym do położenia gminy. Jest to historyczny herb miasta Przewóz.